# Cálias (filho de Fênipo)
Cálias (em grego:  Καλλίας, transl. Kallías), filho de Fênipo, foi um ateniense de uma importante família, chamada de Cérices. Alguns historiadores modernos o chamam de Cálias I, para distingui-lo de seu neto Cálias II e seu trisneto Cálias III.
De acordo com Heródoto, Cálias, filho de Fênipo, era o ateniense que mais odiava o despotismo, talvez perdendo apenas para a família dos alcmeônidas.
Quando o tirano Pisístrato foi expulso de Atenas, e seus bens postos à venda pelo estado, Cálias foi o único que ousou comprá-los.
Cálias também se distinguiu nos jogos atléticos: ele foi vencedor nos jogos olímpicos, vencendo a corrida de cavalos e tirando segundo na corrida de carros, e foi um vencedor nos Jogos Píticos.
Ele também era famoso pela quantidade de dinheiro que gastava, e deu ricos dotes para os homens que se casaram com suas três filhas. Ele teve um filho de nome Hipônico, que aumentou a fortuna da família quando tomou posse das riquezas da Erétria, cidade da Eubeia, confiadas à sua guarda durante a primeira invasão dos persas.